# Воловар
Воловар е голямо съзвездие, видимо от северното полукълбо.

## Митология
Според древногръцката митология Воловар символизира Аркас, син на Зевс и Калисто. Когато Хера разбрала за похожденията на Зевс превърнала Калисто в мечка. Аркас без да знае, че това е собствената му майка понечил да я убие, но Зевс ги спрял, като ги издърпал на небето и ги превърнал в красиви съзвездия - Калисто в Голямата мечка, а Аркас в нейния пазител Воловар.
Според една друга легенда -това е Икарий. Той бил любезен с Дионис, който дал на овчарите му вино. Те се напили и убили Икарий, защото си помислили, че ги е отровил. Дъщерята на Икарий, Еригона, дълго търсила баща си. С помощта на кучето си Майра, тя намерила гроба на баща си. Отчаяна, тя се обесила на същото дърво, под което лежало тялото на баща ѝ. Дионис взел Икарий, Еригона и кучето ѝ Майра на небето. Оттогава те светят на небето през ясна нощ – това са съзвездията Воловар, Дева и Голямото куче.